# Комото, Хирото
Хирото Комото (яп. 甲本 ヒロト Kōmoto Hiroto) — японский рок-музыкант и автор песен, фронтмен The Blue Hearts, The High-Lows и The Cro-Magnons. Официальное кандзи его имени 甲本 浩人, но в публикациях используется катакана.

## Биография
Комото родился в городе Окайама. После окончания школы поступил в Университет Хосей, но бросил учёбу.
В 1985 году Комото присоединился к The Blue Hearts, и они выпустили первый сингл Hito ni Yasashiku, в 1987-м состоялся их главный дебют Linda Linda. Когда в 1994 году The Blue Hearts взяли перерыв от студийной работы и туров, Комото начал работу над сольным альбомом, который так и не был выпущен.
В 1995 году Комото и Машима присоединились к Happy Song Co., Ltd. После официального распада группы 1 июня того же года они создали новую группу The High-Lows. 25 октября вышел первый сингл и альбом. Пару лет спустя Комото и Машима закончили строительство собственной студии Atomic Boogie Studio. The High-Lows распались в 2005 году.
Комото продолжил сольную работу в 2006 году и 5 июля выпустил два сингла Manatsu no Sutoreeto и Tengoku Umare.. В записи он сам играл на всех инструментах, включая бас, гитару и ударные. Через год он опять объединился с Машимой, и они создали новую группу The Cro-Magnons. Их дебютный сингл Tallyho вышел 20 сентября.